# Oreocome candollei
Oreocome candollei är en flockblommig växtart som beskrevs av Michael Pakenham Edgeworth. Oreocome candollei ingår i släktet Oreocome och familjen flockblommiga växter. Inga underarter finns listade i Catalogue of Life.